# Shamsi Hekmat
Shamsi Hekmat (persiska: شمسی حکمت), även känd som Šamsi Morādpur Hekmat, född 1917 i Teheran i Iran, död 2 juli 1997 i Los Angeles i USA, var en iransk-amerikansk förespråkare för reformer för kvinnors rättigheter i Iran. Hon grundade Irans första judiska kvinnoorganisation och var drivande i att förbättra villkoren för judiska kvinnor i Iran fram till revolutionen 1979. Efter sin migration till USA fortsatte hon sitt arbete bland persisk-judiska emigranter i Kalifornien.   

## Uppväxt
Shamsi Hekmat föddes 1917 i Teheran. Hon studerade vid den amerikanska skolan i Teheran och tog examen från Sage College i samma stad.

## Karriär

### Iran
År 1950 grundade hon Hekmat International School i Teheran, där hon var rektor fram till iranska revolutionen 1979.
Redan 1947 grundade hon tillsammans med nio andra kvinnor organisationen Sāzmān-e bānovān-e Yahud-e Irān (”Organisationen för Irans judiska kvinnor”). Impulsen kom från en av hennes elever, Parvin Hakim, som uppmuntrade Hekmat att starta en organisation för att öka medvetenheten bland judiska kvinnor. Under organisationens verksamhet 1947–1979 öppnades fem daghem i fattiga judiska kvarter runt om i Iran. Daghemmen erbjöd kostnadsfri utbildning, mat, kläder och skydd åt behövande barn. Organisationen främjade även utbildning och yrkesutbildning för vuxna och bistod vid naturkatastrofer. Shamsi Hekmat beskrev organisationens insats som ”ett mirakel eller en revolution för de iranska judinnornas sociala liv”.

### Politiskt engagemang
Hekmat var ledamot av centralkommittén för Irans kvinnoorganisation , grundad av shahen 1966. I den rollen bidrog hon till att säkra arvsrättigheter för judiska kvinnor inom det iranska rättssystemet. Hon representerade Irans judiska gemenskap vid FN:s kvinnokonferens i Teheran, och talade till den amerikansk-judiska organisationen United Jewish Appeal.

### Livet i exil
Efter den islamiska revolutionen 1979 emigrerade Hekmat till USA. Hon uttryckte sorg över att behöva lämna Iran: ”Under de två första åren i USA gick jag knappt ut. Jag var väldigt olycklig. Jag hade inte velat lämna [Iran].” Enligt avhemligade dokument var hon den enda kvinnan i en delegation av tio iranier som mötte Vita huset för att diskutera president Jimmy Carters exekutiva order om att deportera iranier – en insats som bidrog till att stoppa åtgärden. 
I Kalifornien grundade hon Iranian Jewish Women’s Organization of Southern California, som erbjöd ekonomiskt stöd till behövande familjer och studenter. Hon var även initiativtagare till välgörenhetsändamål som:
- ‘‘Persian Friends Chapter of the City of Hope’’ (1981), till stöd för City of Hope Medical Center.
- ‘‘Haifa Group’’ inom Beverly Hills-avdelningen av Hadassah (1982).

För sina insatser utnämndes hon 1989 till Honorary Life President av Hadassah.